# Погром в Кельце

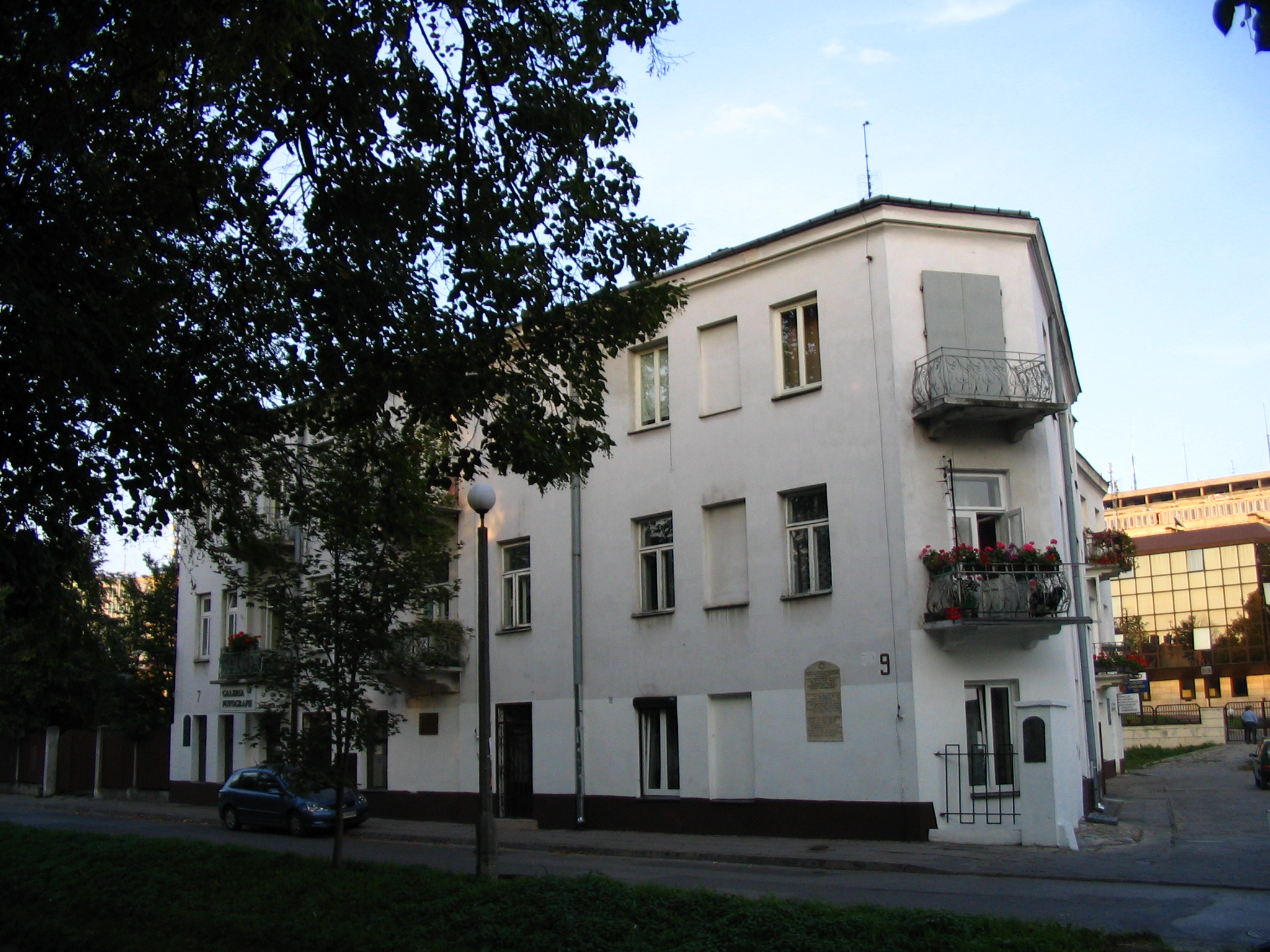
Дом 7 по улице Планты, где располагался еврейский комитет и организация «Сионистская молодёжь».

Погро́м в Ке́льце (пол. Pogrom kielecki, ивр. פוגרום קיילצה‎, идиш קעלצער פּאָגראָם‎) — самый крупный послевоенный погром еврейского населения в Польше, устроенный 4 июля 1946 года антисемитски настроенным польским населением города Кельце.

## Предыстория
Во время оккупации часть коренного населения активно включилась в процесс грабежа евреев; большинство же смотрело на происходящее с удовлетворением.
В послевоенной Польше антисемитские настроения питались распространённым мнением, что евреи являются сторонниками нового режима, так как послевоенные власти порицали антисемитизм, охраняли выживших евреев, среди представителей новой власти и Войска Польского были евреи. Вторым обстоятельством было нежелание возвращать евреям имущество, разграбленное польским населением в годы войны.
В докладной записке польских властей начала 1946 года говорилось, что с ноября 1944 года по декабрь 1945 года был убит, по доступным сведениям, 351 еврей. Большинство убийств произошли в Келецком и Люблинском воеводствах, жертвами были вернувшиеся из концлагерей или бывшие партизаны. В докладе упоминались четыре типа нападений:
- нападения вследствие распространения слухов об убийстве польского ребёнка (Люблин, Жешув, Тарнов, Сосновичи)
- шантаж с целью выселения евреев или захвата их собственности
- убийства с целью грабежа
- убийства, не сопровождавшиеся грабежами, в большинстве случаев совершаемые путём бросания гранат в еврейские убежища[5].

Самым крупным было происшествие в Кракове, где 11 августа 1945 года произошёл погром, начавшийся с метания камней в синагогу, а затем переросший в нападения на жилища евреев. Части Войска Польского и Советской армии положили конец погрому. Среди евреев были убитые и раненые. Исраэль Гутман в исследовании «Евреи в Польше после Второй мировой войны» пишет, что погромы не были делом рук отдельных бандитов и были тщательно подготовлены.
Польша, без сомнения, после войны представляла собой самую опасную для евреев страну. По крайней мере 500 евреев были убиты поляками в период между капитуляцией Германии и летом 1946 года, большинство историков вообще называют цифру около 1500 человек.

## Ход погрома
До начала Второй мировой войны в Кельце проживало около 20 тысяч евреев, что составляло треть населения города. После окончания войны в Кельце осталось около 200 выживших после Холокоста евреев, в большинстве — бывших узников нацистских концентрационных лагерей. Большинство из келецких евреев разместились в доме 7 на улице Планты, где располагался еврейский комитет и организация «Сионистская молодёжь».
Поводом для начала погрома стало исчезновение восьмилетнего мальчика Генрика Блашчика. Он исчез 1 июля 1946 года и возвратился через два дня, рассказав, что его похитили евреи и, спрятав, намеревались убить (позже в ходе расследования выяснилось, что мальчик был отослан отцом в деревню, где его научили, что он должен рассказывать).
4 июля 1946 года в 10 часов утра начался погром, в котором участвовало множество людей, в том числе в военной форме. К полудню возле здания еврейского комитета собралось около двух тысяч человек. Среди звучавших лозунгов были: «Смерть евреям!», «Смерть убийцам наших детей!», «Завершим работу Гитлера!». В полдень в здание прибыла группа во главе с сержантом милиции Владиславом Блахутом, которая разоружила собравшихся сопротивляться евреев. Как выяснилось позже, Блахут был единственным представителем милиции среди вошедших. Когда евреи отказались выйти на улицу, Блахут стал бить их рукояткой револьвера по головам, крича: «Немцы не успели уничтожить вас, но мы закончим их работу». Толпа взломала двери и ставни, погромщики проникли в здание и начали убивать поленьями, камнями и заготовленными железными прутьями.
В ходе погрома было убито от 40 до 47 евреев, среди них дети и беременные женщины, а также больше 50 человек ранено.
По данными Кита Лоу в списке убитых значились трое солдат-евреев, завоевавших высочайшие боевые награды в боях за Польшу, и двое поляков, которых приняли за евреев. В тот же день были также убиты беременная женщина и женщина с новорожденным младенцем. Общее количество жертв в Кельце составило сорок два еврея убитыми и восемьдесят человек ранеными. Ещё около тридцати человек были убиты во время нападений на местной железной дороге.
Документы того времени свидетельствуют об отсутствии реакции католических священников на преступления геноцида.
Католическая церковь ничего не сделала для опровержения мифа о кровавых жертвоприношениях или осуждения погромов. Примас Польши Август Хлонд заявил, что массовые убийства не имели расовой подоплеки, а если в обществе и были проявления антисемитизма, в этом виноваты главным образом «евреи, которые в настоящее время занимают ведущие посты в правительстве Польши».

## Последствия
Уже 9 июля 1946 года на скамье подсудимых перед участниками выездной сессии Верховного военного суда оказались двенадцать человек. Решение суда было зачитано 11 июля. К смертной казни были приговорены девять обвиняемых, по одному — к пожизненному заключению, к десяти годам и к семи годам тюрьмы. Президент ПНР Болеслав Берут не воспользовался своим правом помилования, и осуждённые на смерть были расстреляны.
Погром в Кельце вызвал массовую эмиграцию евреев из Польши. Если в мае 1946 года из Польши уехало 3500 евреев, в июне — 8000, то после погрома в течение июля — 19 тысяч, в августе 35 тысяч человек. К концу 1946 года волна отъезда спала, так как положение в Польше нормализовалось и евреев в стране оставалось немного, а оставшиеся были не мобильны.
В 1996 (50-ю годовщину погрома) мэр Кельце принёс извинения от имени горожан. В 60-ю годовщину церемония была поднята на национальный уровень, с участием Президента и министров. Польский президент Лех Качиньский назвал погром в Кельце «огромным позором для поляков и трагедией евреев».
Во время Второй мировой войны поляки совершили военные преступления против своих соседей-евреев как минимум в 24 районах страны. К такому выводу пришла правительственная комиссия, расследовавшая события в Польше, относящиеся к началу Второй мировой войны.

## Версии о провокациях
Власти Польши обвинили в провокации погрома «реакционные элементы», близкие к оппозиции. Был сменён ряд руководящих чиновников в воеводстве.
Существует также ряд версий о причастности к организации погрома польских властей и советских спецслужб — среди толпы погромщиков было много солдат и милиционеров, в том числе офицеров милиции и общественной безопасности (впоследствии были арестованы и предстали перед судом: майор Собчинский, полковник Кузницкий (комендант воеводского управления милиции), майор Гвяздович и поручик Загурский. Гвяздович и Собчинский были оправданы судом). Сторонники этих версий считают, что провокаторам была выгодна дискредитация польской оппозиции, которой приписывалась организация погрома, а сам погром стал поводом для репрессий и усиления власти коммунистического правительства.
19 июля 1946 года бывший главный военный прокурор Хенрик Холдер написал в письме заместителю командующего польской армией генералу Мариану Спыхальскому, что «мы знаем, что погром был не только по вине милиции и армии, которые несли охрану в городе Кельце и вокруг него, но и по вине члена правительства, принявшего в этом участие».
Американский историк и социолог польского происхождения Тадеуш Пиотровский, польский философ еврейского происхождения и профессор Института философии Варшавского университета Станислав Краевский, а также польский католический священник Кельцкой епархии, социолог и теолог Ян Следжяновский придерживаются мнения, что погром в Кельце был провокацией советской разведки.

## Расследования в XXI веке
В 1991—2004 гг. расследование келецкого погрома проводила Комиссия по расследованию преступлений против польского народа польского Института национальной памяти. Комиссия (2004) установила «отсутствие доказательств заинтересованности советской стороны в провоцировании событий».
По материалам архива ФСБ о погроме в Кельце в 2009 году были опубликованы переведённые на русский язык копии материалов официального следствия.
20 октября 2008 года келецкая региональная ежедневная газета Эхо дня опубликовала информацию одного из жителей города, пожелавшего сохранить анонимность, что 4 июля 1946 года во время погрома на Планты, 7 солдаты в форме убили в Кельце ещё 7 евреев (в том числе как минимум одну женщину) по адресу ул. Петриковска, 72 и увезли их трупы на машине. Однако жители соседних домов об этом ничего не слышали. Прокурор Кшиштоф Фалькевич сказал, что сообщение будет проверено.